# Für Julian
Für Julian ist ein deutscher Kurzfilm von Tim Fehlbaum aus dem Jahr 2003.

## Handlung
Julian öffnet an seinem Geburtstag eine Karte von seinem Vater mit einem 500-Euro-Schein. Er verlässt daraufhin die Wohnung, um sich mit seiner Freundin zu treffen. Als sie sich begrüßen, wird er von drei vermummten Personen überwältigt, gefesselt und in den Kofferraum geworfen. Mit verbundenen Augen wird er auf einen Stuhl gefesselt. Als sie ihm die Augenbinde abnehmen singen alle seine Freunde „Happy Birthday“ für ihn. Überwältigt und verstört von dem Schock der Entführung nässt sich Julian ein, worauf seine Freundin die anwesenden Gäste anschreit.

## Hintergrund
Der Film wurde von Tim Fehlbaum während seines Studiums an der Hochschule für Fernsehen und Film München (HFF) realisiert. Es handelt sich dabei um eines seiner Erstlingswerke. Er wurde in Schwarzweiß gedreht.

## Preise
Der Film gewann den Hauptpreis der Shocking Shorts Award des Pay-TV-Senders 13th Street, der beim Filmfest München vergeben wurde.